# Верхняя улица (Санкт-Петербург)
Ве́рхняя улица — широтная улица в Выборгском и Калининском районах Санкт-Петербурга. Проходит от Домостроительной улицы за проспект Культуры в нежилой зоне Парнас параллельно железнодорожной линии. Восточнее проспекта Культуры Верхняя улица переходит в дорогу в сторону Мурина.

## История
Улица получила название 4 июля 1977 года наряду с 1—6-м Верхними переулками в нежилой зоне Парнас. До этого неофициально называлось Железнодорожной улицей.

## Пересечения
С запада на восток (по увеличению нумерации зданий) Верхнюю улицу пересекают следующие улицы:
- Домостроительная улица — примыкание;
- 2-й Верхний переулок — примыкание;
- 1-й Верхний переулок — примыкание;
- проспект Культуры — пересечение по Бугровскому путепроводу.

## Транспорт
Ближайшие станции метро — «Проспект Просвещения» (около 1,8 км по прямой от начала улицы) и «Парнас» (около 1,9 км по прямой от начала улицы) 2-й (Московско-Петроградской) линии, а также «Гражданский проспект» 1-й (Кировско-Выборгской) линии (около 2,8 км по прямой от конца улицы).
По улице проходит маршрут коммерческого автобуса № К-885.
У начала Верхней улицы находится грузовая железнодорожная станция Парнас.

## Общественно значимые объекты
- сервис-центр «Volvo»[уточнить] — дом 16, литера А;
- транспортно-логистический терминал «Союзинтеркнига» (у примыкания 1-го Верхнего переулка) — дом 2, литера А.

## Перспективы развития
По плану Верхняя улица должна начинаться от проспекта Энгельса.